# Arcidiecéze denverská
Arcidiecéze denverská (latinsky Archidioecesis Denveriensis) je římskokatolická arcidiecéze na části území severoamerického státu Colorado se sídlem ve městě Denver a s katedrálou Neposkvrněného Početí P. Marie v Denveru. Jejím současným arcibiskupem je Samuel Joseph Aquila.

## Stručná historie
V roce 1868 zřídil papež Pius IX. Apoštolský vikariát Colorado a Utah, který byl v roce 1879 přejmenován na Apoštolský vikariát Colorado. V roce 1887 z něj vznikla diecéze denverská, roku 1941 povýšená na arcidiecézi.

## Církevní provincie

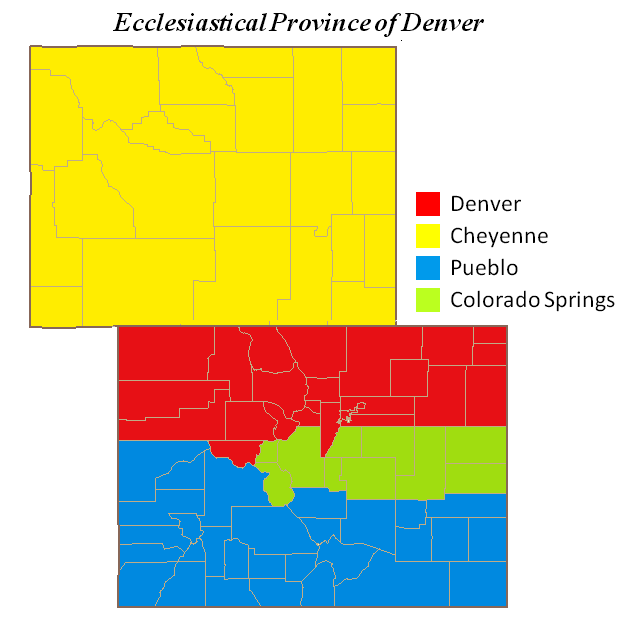
Mapa církevní provincie denverské

Jde o metropolitní arcidiecézi, jíž jsou podřízeny tyto sufragánní diecéze na území amerických států Colorado a Wyoming:
- diecéze Cheyenne
- diecéze Colorado Springs
- diecéze Pueblo